# Manuel Miguel Bustamante
Manuel Miguel Bustamante Bautista (Chirivella, 4 de junio de 1954) es un político español de etnia gitana. 

## Carrera política
Especialista en activismo social, es coordinador del pueblo gitano en la Comisión del Pueblo Gitano y de las Federaciones Gitanas en la Comunidad Valenciana, así como asesor de gitanos en el Ayuntamiento de Valencia. En 1997 fue nombrado vicesecretario del Consejo Valenciano de acción social y experto en Derechos Humanos nombrados por el Consejo Europeo. Ha sido diputado por la provincia de Valencia en las elecciones a las Cortes Valencianas de 1999, 2003 y 2007 dentro de las listas del Partido Popular. En 2013, volvió a sustituir al portavoz adjunto del Grupo Popular, José Marí, quien dimitió en diciembre de 2012 desanimado por la situación política.
- Datos: Q16297981